# Mabel Bush
Mabel Bush est une petite localité de la région du Southland située dans l’Île du Sud de la Nouvelle-Zélande.

## Population
La commune a une population estimée à 127 personnes

## Géographie
La plupart des zones alentour sont des fermes. Bien que la zone ait été dénommée “Mabel Bush”, seuls, approximativement deux hectares ne sont pas construits. Les résidents décrivent cette région comme un “milieu heureux ("happy medium") entre des zones vallonnées et plates.
La cité la plus proche est celle d’Invercargill, située à approximativement 20 kilomètres au-delà. Les villages proches comprennent : Hedgehope au nord, Grove Bush à l’ouest, Rakahouka au sud-ouest et Dacre au sud-est.

## Installations
Le principal bâtiment de la zone est le “ Mabel Bush Hall”, qui consiste dans les halls d’exposition et des courts de tennis. Le “Hall” est principalement utilisé pour des réunions et des évènements communautaires.

## Loisirs
La rivière Makarewa toute proche est parfois visitée par des pêcheurs, car il y a de nombreuses truites brunes et plus en aval des perches.

## Faune
Le secteur contient du bétail tel que des moutons, des vaches et de cerfs. Les chiens sont utilisés pour garder les animaux.
La vie sauvage comprend de nombreux oiseaux communs, ainsi que des Vanneaux soldats ou ‘masked lapwing’ australiens et des éperviers. Des Apterygiformes ou Kiwis peuvent aussi être retrouvés là.

## Flore
Il y a de nombreux types de plantes dans le secteur de Mabel Bush. Elles consistent largement en espèces communes en Nouvelle-Zélande. Il y a une grande variété d’arbres d’espèces introduites tels que des pins et des eucalyptus mais aussi du bush natif.

## Climat
Mabel Bush a un climat océanique tempéré identique à celui des îles Britanniques. La température moyenne de jour va de 5,2 °C en juillet à {{unité[14| °C}} en janvier. La moyenne annuelle est de 9,9 °C. La pluviosité moyenne est de 1 112 mm de pluie annuelle et un couche de neige mesurable peut être vue occasionnellement durant les mois d’hiver de juin à septembre. C’est la zone la plus nuageuse de la Nouvelle-Zélande avec 1 580 heures d’ensoleillement seulement par an.
La température moyenne haute va de 18,8 °C en février à 11 °Cen août . Compte tenu de sa latitude relativement haute (46° 42'), la ville bénéficie néanmoins d‘environ 16 heures de lumière du jour lors du solstice d’été fin décembre.
Modèle:Weather box